# كلية الصيدلة (جامعة القاهرة)
كلية الصيدلة جامعة القاهرة هي أول مؤسسة تعليمية للصيدلية في مصر في أبي زعبل سنة 1824، مصاحبة لمدرسة الطب، ثم انتقلت معها إلى قصر العيني سنة 1837. في سنة 1832 تخرجت الدفعة الأولى، وكان عدد خريجيها 25 طالبًا، وكانت مدة الدراسة خمس سنوات. وتعرضت مدرسة الصيدلة لكل ما تعرضت له مدرسة الطب من ازدهار وتوقف وعندما وضع نظام التعليم في عهد الاحتلال البريطانى لمصر عام 1887 أصبحت الدراسة بها اربع سنوات وفي بداية القرن العشرين توقفت الدراسة بها لعدم حاجة الحكومة إلى صيادلة استؤنفت الدراسة بها عام 1910 وجعلت مدة الدراسة بها ثلاث سنوات يمنح المتخرج بعدها دبلوم الصيدلة والكيمياء وبعد انضمام مدرسة الطب الإنسانى إلى الجامعة المصرية عام 1925 لتصبح كلية الطب ألحقت بها مدرسة الصيدلة وكانت الدراسة بها أربع سنوات
في عام 1941 ،بداء منح درجات الماجستير والدبلوم، ثم في عام 1951 بداء منح درجة شهادة البكالوريوس في العلوم الصيدلية
في عام 1955، صدر مرسوم حكومي لإنشاء كلية الصيدلة ككيان مستقل، بعد أن كانت تنتسب إلى كلية الطب. وبحلول ذلك الوقت، أصبح جامعة فؤاد الأول تعرف باسم جامعة القاهرة، وكان أول عميد لكلية الصيدلة بعد انفصالها عن كلية الطب هو الدكتور إبراهيم فهمي رجب.
تم إنشاء كلية الصيدلة جامعة القاهرة عام 1956 وتقوم بمنح درجة البكالوريوس في العلوم الصيدلية, درجة الماجستير في العلوم الصيدلية, درجة دكتور الفلسفة في العلوم الصيدلية ودرجة دبلوم الدراسات العليا.
في البداية كانت مدة الدراسة خمس سنوات، ثم أصبحت أربع سنوات فقط، ولكن مرة أخرى امتدت لتصبح خمس سنوات ،وكانت السنة الأولي هي السنة الإعدادية، التي جعلت لتدريس العلوم الطبيعية الأولية، حيث يدرس الطالب العلوم الأساسية في كلية العلوم قبل أن يسمح لهم بالدخول إلى كلية الصيدلة.
شهدت قوانين ومناهج كلية الصيدلة تغييرات كثيرة على مدى السنوات المتعاقبة.لكن التعديل الشامل للقوانين والمناهج التعليمية كانت في العام الدراسي 2003-2004، حيث أن الدراسة في السنة الإعدادية تم دمجها مع الدراسات الصيدلية المتكاملة في برنامج متكامل مكون من 5 سنوات دراسية وذلك في كلية الصيدلة.